# Bulobana octopunctata
Bulobana octopunctata is een hooiwagen uit de familie Assamiidae. De wetenschappelijke naam van Bulobana octopunctata gaat terug op Roewer.